# Walter Leibundgut
Walter Leibundgut (12 juni 1901 - ?) was een Zwitserse atleet. Hij nam deel aan de Olympische Zomerspelen van 1920.

## Belangrijkste resultaten

### Olympische Zomerspelen
| Jaar | Plaats    | Discipline | Onderdeel             | Resultaten                                                                   |
| ---- | --------- | ---------- | --------------------- | ---------------------------------------------------------------------------- |
| 1920 | Antwerpen | Atletiek   | 4x100 m estafette (m) | eerste ronde: 4e (reeks 3)samen met: Josef Imbach Adolf Rysler August Waibel |

### Persoonlijke records
| Onderdeel | Tijd    | Jaar |
| --------- | ------- | ---- |
| 100 m     | 11,0 s. | 1923 |